# Coming Out Under Fire
Coming Out Under Fire is een Amerikaanse documentaire uit 1994.

## Verhaal
Een historisch verslag van militair beleid met betrekking tot homoseksuelen tijdens de Tweede Wereldoorlog. De documentaire bevat interviews met verschillende homoseksuele WO II-veteranen.

## Rolverdeling
| Acteur      | Personage |
| ----------- | --------- |
| Salome Jens | Verteller |

## Prijzen
- Speciale juryherkenning voor technische prestaties op het Sundance Film Festival 1994
- Teddy Award op het Internationaal filmfestival van Berlijn 1994
- Peabody Award 1995